# Kjuge
Kjuge är en bebyggelse i Kiaby socken i Kristianstads kommun i Skåne län. Mellan 2005 och 2010 samt mellan 2015 och 2020 samt åter från 2023 avgränsade SCB här en småort. 
Strax utanför Kjuge ligger naturreservatet Kjugekull.

## Befolkningsutveckling
| Befolkningsutvecklingen i Kjuge 2005–2015                                       | Befolkningsutvecklingen i Kjuge 2005–2015 | Befolkningsutvecklingen i Kjuge 2005–2015 | Befolkningsutvecklingen i Kjuge 2005–2015 | Befolkningsutvecklingen i Kjuge 2005–2015 |
| ------------------------------------------------------------------------------- | ----------------------------------------- | ----------------------------------------- | ----------------------------------------- | ----------------------------------------- |
|                                                                                 |                                           |                                           |                                           |                                           |
| År                                                                              |                                           |                                           | Folkmängd                                 | Areal (ha)                                |
| 2005                                                                            | 2005                                      |                                           | 51                                        | 11#                                       |
| 2015                                                                            | 2015                                      |                                           | 53                                        | 25#                                       |
| Anm.: Ny småort 2005, upphörde som småort 2010, åter småort 2015. # Som småort. |                                           |                                           |                                           |                                           |